# Ostrovu Tătaru, Tulcea
Ostrovu Tătaru este un sat în comuna Chilia Veche din județul Tulcea, Dobrogea, România. Se află în partea de nord a județului, în Delta Dunării, în capătul nordic al insulei omonime, pe malul brațului Chilia. La recensământul din 2002 a înregistrat o populație de 0 locuitori.